# Finger
Finger — сетевой протокол, предназначенный для предоставления информации о пользователях удалённого компьютера.

## Введение
Протокол Finger является простым протоколом (описан в RFC 1288), который служит для получения информации о пользователях узлов Интернета. Программа Finger может предоставить данные о списке пользователей, которые работают в данный момент на интересующем компьютере, о конкретном пользователе (дата последнего сеанса входа в систему и т. д.), о списке загруженных задач, о типах интерфейсов (например, терминалов).
Первоначальная версия программы была написана Les Earnest в 1971 году. Окончательная версия протокола была подготовлена Earl Killian из Массачусетского Технологического Института и Brian Harvey (SAIL).

## Принцип работы
Finger базируется на TCP, используя порт 79. Данный протокол обеспечивает интерфейс для удаленной информационной программы пользователя (RUIP — Remote User Information Program). Локальная ЭВМ осуществляет TCP-соединение с удаленным узлом через указанный порт. После этого становится доступной программа RUIP и пользователь может посылать ей свои запросы. Каждый запрос представляет собой строку текста. RUIP, получив запрос, анализирует его и присылает ответ, после чего соединение закрывается.
Обычно со стороны сервера протокол реализован программой «fingerd», а со стороны клиента — программой «finger», которая предоставляет интуитивный пользовательский интерфейс. Например, в системах Unix, команда finger @foo.bar.net теоретически возвращает список пользователей компьютера по адресу «foo.bar.net» (конечно, только если на нём запущена «fingerd»), а команда finger boris@foo.bar.net возвращает полную информацию о пользователе «boris», включая имя, фамилию, телефон и содержание файла «.plan» в его домашнем каталоге.
Любые пересылаемые данные должны иметь формат ASCII, не иметь контроля по четности и каждая строка должна завершаться последовательностью CRLF (ASCII 13, за которым следует ASCII 10).

## Формат запросов Finger
Программа RUIP должна принимать любые запросы Finger. Такие запросы могут иметь следующий формат:

finger [опция] [login1 [login2 ...]]
По умолчанию команда finger выводит в список для каждого пользователя системы Unix на данный момент:

- имя регистрации в систему
- полное имя
- имя терминала
- статус записи (при отсутствии разрешения на запись перед терминальным именем указывается символ «*»)
- время простоя
- время регистрации
- нахождение места работы и телефонный номер (если они известны)

Время простоя вычисляется как время, прошедшее с момента выполнения каких-либо действий на данном терминале. Оно включает предыдущие вызовы команды finger, которая, возможно, модифицировала файл устройства, соответствующий данному терминалу. Оно отображается в минутах, если оно выведено одним целым числом, в часах и минутах, если в его отображении присутствует двоеточие (:), или в днях и часах, если в выводе присутствует символ «d».

Опции
| -b | Сокращенный длинный формат вывода пользователей           |
| -f | Подавляет печать заголовка строки (короткий формат)       |
| -i | Быстрый список пользователей с указанием времени простоев |
| -l | Вызывает вывод в длинном формате                          |
| -p | Подавляет печать файлов .plan                             |
| -q | Быстрый список пользователей                              |
| -s | Вызывает вывод в коротком формате                         |
| -w | Вызывает узкий форматный список указанных пользователей   |

Кроме того, существует более длинный формат вывода и он используется командой finger в том случае, если задан список имен пользователей. (Допускаются наряду с первым и последним именами пользователей также и учётные имена.) Этот формат состоит из нескольких строк; он включает всю информацию, описанную выше, и, дополнительно, пользовательские входной каталог и интерпретатор shell регистрации, любой план, который пользователь разместил в файле .plan в своем входном каталоге, и проект, в соответствии с которым заданные пользователи работают в данный момент, взятый из файла .project, который также находится во входном каталоге. Если в домашнем каталоге указанного пользователя находится файл .nofinger, то по команде finger информация об этом пользователе не возвращается.

## Соображения безопасности
Предоставлять такую подробную информацию, как адреса электронной почты и полные имена считалось приемлемым и удобным в первые дни интернета, но позднее стало сомнительным для обеспечения конфиденциальности и безопасности. Информация, предоставляемая Finger, часто использовалась хакерами для атак на компьютерные системы компаний. С помощью программы «finger» злоумышленник мог получить список сотрудников компании, имена, адреса электронной почты, номера телефонов и другую информацию.

## Пользователи
Известные пользователи Finger — Джон Кармак из id Software и Джастин Франкель, создатель Winamp. В 2005 году Кармак всё же перешёл от устаревшего «.plan» к новому блогу.